# Martin B-57 Canberra
Martin B-57 Canberra byl ve Spojených státech vyráběný dvoumotorový proudový lehký bombardovací a průzkumný letoun, který vstoupil do služby u amerického letectva (USAF) v roce 1953. B-57 byl původně verzí letounu English Electric Canberra vyráběnou v USA v licenci. Avšak společnost Glenn L. Martin Company letoun podstatně upravila a vyráběla i několik vlastních variant.
B-57 Canberra se stala významnou, tím že byla prvním proudovým bombardérem v amerických službách, který v boji shodil pumy. Značného nasazení se Canberra jako bombardér dočkala během války ve Vietnamu; vznikly i speciální verze tohoto typu, které sloužily jako průzkumné letouny z velkých výšek (Martin RB-57D Canberra) a jako letouny pro elektronický boj. B-57 Canberra byla také vyvážena do zahraničí a bojově byla nasazena pákistánským letectvem během indo-pákistánské války v roce 1965 a v roce 1971.
Americké letectvo Canberry vyřadilo v roce 1983 a tak skončila její éra taktického bombardéru. Poslední tři zbývající letouny na světě označené WB-57F létají v Johnsonově vesmírném středisku (NASA) v Houstonu, stát Texas jako vědecká letadla pro výzkum.

## Vývoj

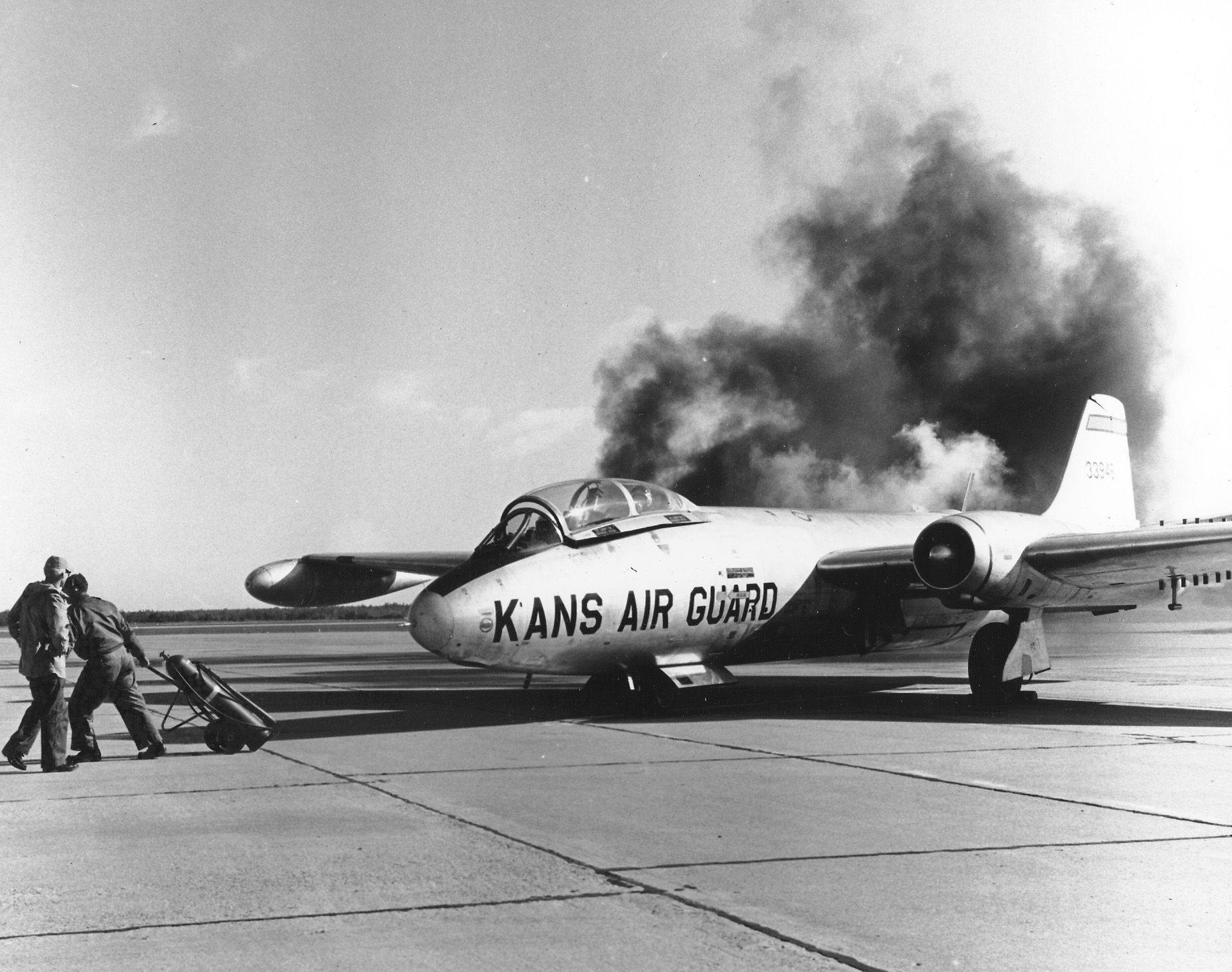
Černý kouř vycházející ze spouštěčů motorů letounu RB-57B.

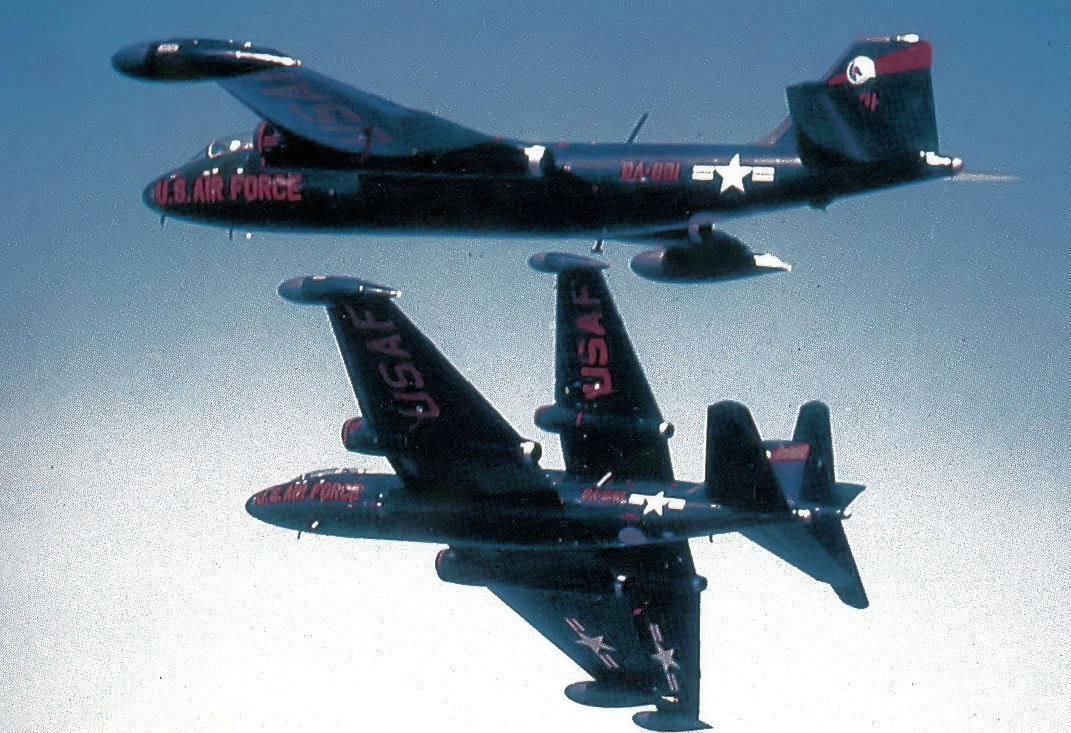
B-57B za letu v roce 1957

Po vypuknutí války v Koreji v roce 1950 si americké letectvo (USAF) rychle uvědomilo naléhavou potřebu lehkého bombardovacího / bitevního letounu do každého počasí. Vynikající letouny Douglas A-26 Invader s pístovými motory mohly i přes své nesporné kvality provádět operace jen ve dne, za pěkného počasí a byl jich nedostatek. Navíc byl jejich pohon pístovými motory považován za zastaralý a z jejich ztrát v boji bylo vypočítáno, že pokud bude konflikt v Koreji trvat až do roku 1954, budou všechny zničeny v boji. V důsledku toho USAF vydalo 16. září 1950 požadavek na proudový bombardér s maximální rychlostí 630 mph (1 020 km/h), dostupem 40 000 stop (12 190 m) a doletem 1 150 mil (1 850 km). Letoun měl být schopen působit za jakéhokoliv počasí a měl být schopen působit i jako průzkumný letoun. Kvůli urychlení vývoje se uvažovalo pouze o projektu založeném na již existujícím letounu. Komise uvažovala o amerických letounech Martin XB-51, North American B-45 Tornado a North American AJ-1 Savage.
Mezi zahraničními uchazeči, o kterých bylo uvažováno, byly i letouny Avro Canada CF-100 Canuck a nový britský letoun English Electric Canberra, který v té době ještě oficiálně nevstoupil do služeb u Královského letectva (RAF), což byl neobvyklý tah. Komise však byla nadšena při jeho předvedení v létě 1950. Letouny AJ a B-45 byly rychle ze seznamu vyřazeny, protože byly zastaralé konstrukce a možnosti jejich dalšího rozvoje byly omezené. CF-100 byl přepadový stíhací letoun do každého počasí, ale byl příliš malý a postrádal požadovaný dolet. XB-51, ačkoliv byl nadějným a velmi rychlým letounem, měl omezené manévrovací schopnosti, malou pumovnici, omezený dolet a vytrvalost ve vzduchu.
21. února 1951 přiletěl letoun British Canberra B.2 (WD932) na leteckou základnu Andrews ve Spojených státech ke srovnávacím zkouškám. Stal se tak prvním proudovým letounem, který bez doplňování paliva přeletěl Atlantský oceán. 26. února byly provedeny srovnávací zkoušky s letounem XB-51. XB-51 sice vykazoval v některých ohledech lepší výsledky (rychlost), ale jeho zavedení bylo v nedohlednu. Proto převládl názor, že letoun Canberra by byl vhodným dočasným řešením, než bude XB-51 připraven vstoupit do služby. Britský letoun se tak stal vítězem soutěže. Letoun byl oficiálně vybrán americkým letectvem (USAF) 25. května 1951.
Jelikož ale výrobní linka společnosti English Electric pracovala na plný výkon, aby byly uspokojeny požadavky RAF, nebylo v silách společnosti uspokojit požadavek USAF na další letouny. Proto společnost Glenn L. Martin Company získala licenci ke stavbě letounů Canberra pod označením B-57 (Martin Model 272) ve Spojených státech. Jednalo se o první britský bojový letoun licenčně vyráběný ve Spojených státech. Projekt letounu XB-51 byl následně v tichosti zapomenut.
Pro urychlení výroby byly první B-57A na první pohled téměř identické s letouny Canberra B.2 včetně proskleného nosu letounu s výjimkou použití silnějších motorů Armstrong Siddeley Sapphire s tahem 32 kN místo motorů Rolls-Royce Avon. Tyto motory byly rovněž licenčně vyráběny ve Spojených státech pod označením Wright J65. Kromě toho byl mírně upraven kryt kokpitu pro lepší výhled, Pitotova trubice byla přemístěna z přední části nosu pod nos letounu, posádka byla zredukována ze třech na dva, byly přidány přídavné nádrže na konce křídel a byly upraveny motorové gondoly pro nové motory přidáním typických vstupů pro chlazení ve spodní části.
První sériový letoun poprvé vzlétl 20. července 1953 a byl přijet do služeb u amerického letectva 20. srpna 1953. Během výroby v letech 1953 až 1957 bylo postaveno celkem 403 letounů B-57.

## Služba

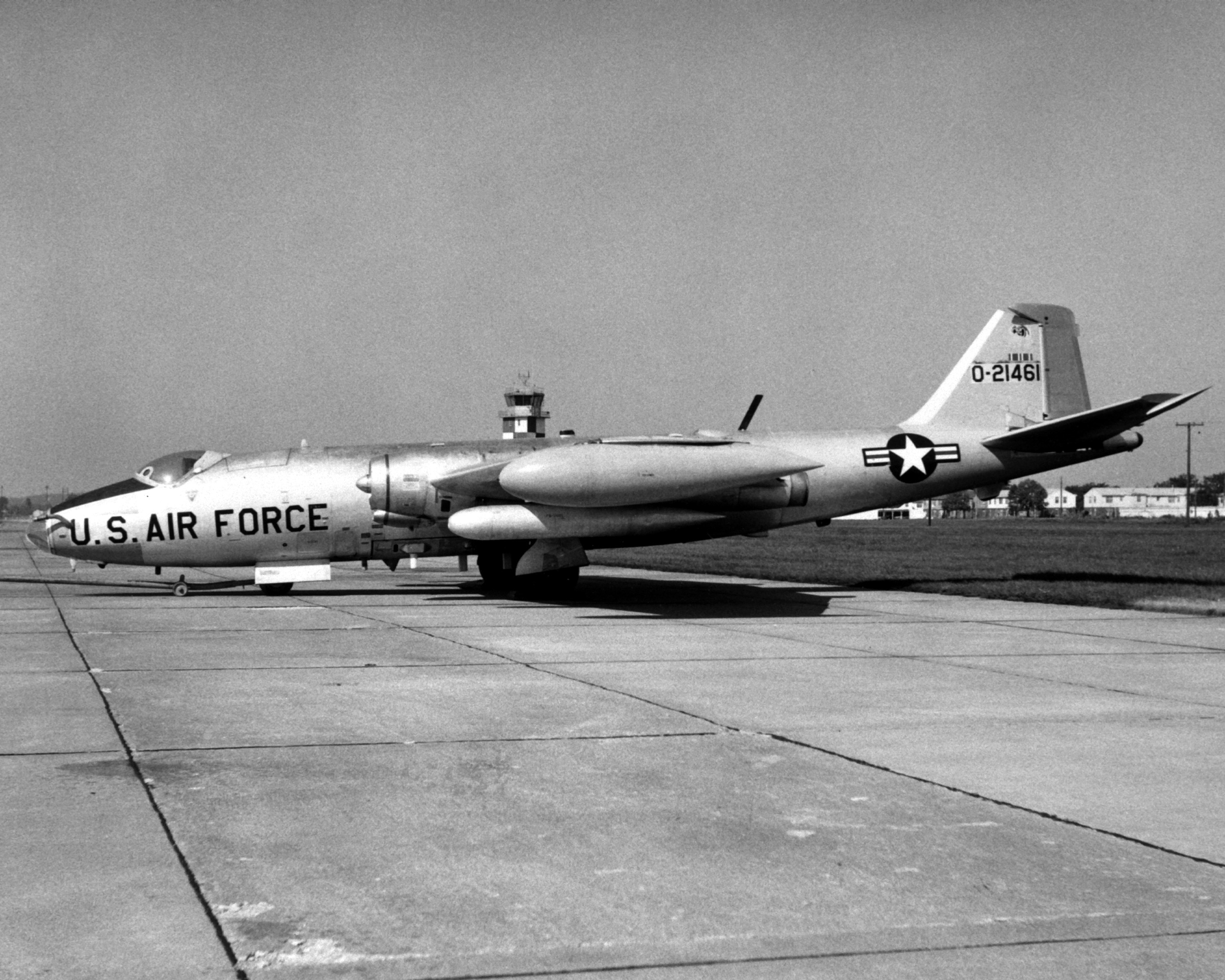
Letoun EB-57A na letecké základně Scott v roce 1969.

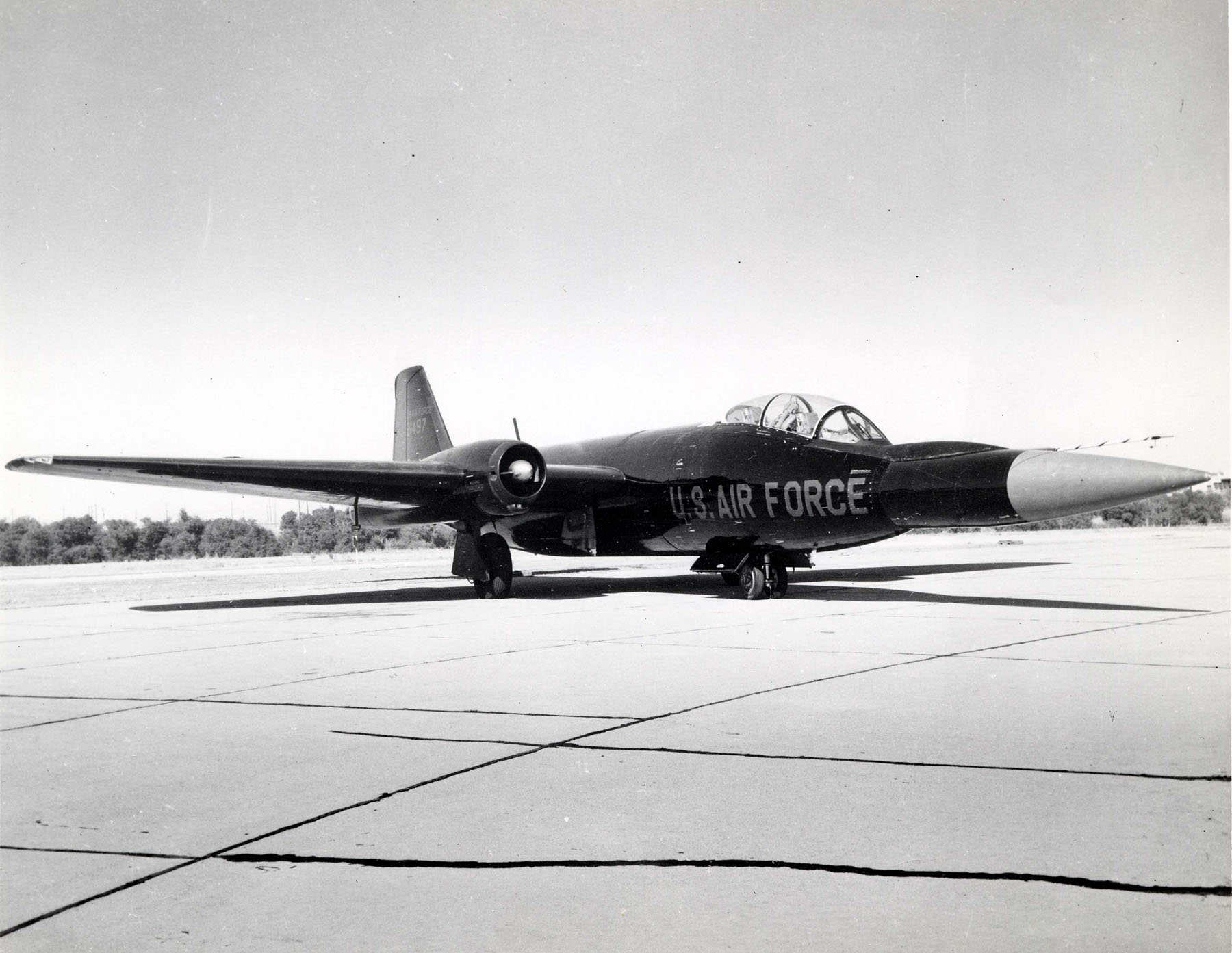
B-57E se špicí rakety Bomarc na nosu letounu během testování této střely.

B-57A nebyl považován americkým letectvem za letoun, který bude okamžitě schopný bojových akcí, a proto byl výhradně používán pro účely testování a dalšího vývoje. Proto jich bylo vyrobeno jen 8 kusů. Jeden letoun byl v roce 1957 předán NACA (předchůdce NASA), kde pod označením JB-57A byl používán k nejrůznějším pokusům. JB-57A byl nakonec vrácen společnosti Martin k dalším zkouškám. Další letoun byl předán Národnímu úřadu pro oceán a atmosféru (NOAA), kde byl osazen novým nosem letounu s radarem a sloužil v roli letounu pro sledování hurikánů.
Důvodem pro omezenou výrobu letounů B-57A bylo, že tyto výrazně britské letouny byly považovány za nevhodné služby v rámci USAF. Hlavním důvodem bylo neobvyklé uspořádání kabiny a chybějící kulomety, protože britské Canberry byly koncipovány jako bombardéry letící velkou rychlostí ve velké výšce a nikoliv jako letouny pro přímou leteckou podporu pozemních jednotek. Konečná „americká“ verze B-57B měla nový dvoumístný kokpit tandemového uspořádání s vypouklým krytem kabiny, nový kryt nosu letounu, motory byly nyní startovány pomocí pyrotechnických patron, brzdící štíty byly přesunuty z křídel na boky trupu pro zvýšení jejich účinnosti, ovládací prvky byly zesíleny, pod každé křídlo byly přidány čtyři závěsníky pro externě nesené zbraně (v praxi ale byly používány jen 2 závěsy pod každým křídlem) a letoun dostal hlavňovou výzbroj, která sestávala z 8 kulometů 12,7 mm Browning v křídlech a později od 83. stroje ze 4 leteckých kanónů M39 ráže 20 mm. Původně se předpokládalo, že kulomety v prvních strojích budou rovněž nahrazeny leteckými kanóny, ale ukázalo se, že by to znamenalo velké změny v konstrukci křídla, a tak bylo od tohoto záměru upuštěno. Konvenční dveře pumovnice byly nahrazeny otočnými dveřmi, které byly původně navrženy pro XB-51. První letoun B-57B vzlétnul 18. června 1954. Letoun zpočátku trpěl selháváním motorů jako letouny RB-57A a několik jich bylo i ztraceno při letech vysokou rychlostí v nízkých výškách, kdy selhání ovládání ocasních ploch způsobilo pád letounu přímo do země. Americké letectvo považovalo letouny B-57B za nevhodné pro noční akce, a proto Martin podrobil všechny letouny rozsáhlému programu vylepšení avioniky. Bez ohledu na to, že nejvážnější problémy byly odstraněny, začaly být od roku 1957 taktické letky vybavovány novými nadzvukovými letouny F-100 Super Sabre a letouny B-57 začaly od roku 1958 přecházet k Letecké národní gardě USA. Avšak díky zhoršující se situaci v jihovýchodní Asii letouny zažily své vzkříšení a opět se vrátily do operační služby v první linii.
Několik letounů B-57B bylo dáno k dispozici ke zvláštním účelům. Jeden z nich měl na nos letounu namontovanou přední část protiletadlové střely BOMARC a byl využíván pro trénink, kdy představoval tuto střelu. Další byl v roce 1960 předán NASA k různým zkouškám až do roku 1980.
Další vyráběnou variantou byla verze B-57C. První let se uskutečnil 30. prosince 1954. Tyto letouny se prakticky nelišily od verze B, až na zdvojené řízení. Letouny verze C byly určeny pro výcvik posádek a obvykle sloužily u letek vybavených letouny B-57B. Letouny B-57C byly schopné bojové činnosti a bylo snadné je upravit na verzi B.
Dále bylo vyrobeno 68 letounů verze B-57E, která poprvé vzlétla 16. května 1956. Tato verze sloužila jako vlečný letoun pro cvičné cíle. Letoun mohl nést až čtyři navijáky s cvičnými jednorázovými cíli. Tyto letouny měly proti předchozí verzi několik malých změn. Na spodní straně letounu byl namontován pancíř pro ochranu letounu před poškozením od vlečného lana, kormidlo bylo ovládáno hydraulicky, letoun byl výrazně barevně značen, aby si útočící pilot nemohl splést cvičný cíl s vlečným letounem. Stejně jako letoun verze C mohl být letoun verze E lehce upraven do verze B. Jelikož však v té době byly do výzbroje ve velkém zaváděny teplem a radarem naváděné řízené střely, byla střelba na cvičné cíle považována za zbytečnou. Proto bylo 26 letounů této verze v 60. letech přestavěno na verzi pro trénink elektronického boje pod označením EB-57E, které převzaly roli letounů EB-57A. V roce 1963 bylo 6 letounů verze E přestavěno na fotoprůzkumnou verzi do každého počasí a do noci pod označením RB-57E.

### B-57 pro průzkum a elektronický boj
Zatímco verze B-57A byla americkým letectvem shledána jako nedostatečná pro operační službu, fotoprůzkumná verze RB-57A zažila určité operační použití. Letoun byl velmi podobný verzi B-57A, dokonce si uchoval i pumovnici, do které byla umístěna sada kamer. První z 67 letounů této verze poprvé vzlétl v říjnu 1953. Většina letounů měla černý nátěr, i když některé sloužily i v barvě kovu. V červenci 1954 bylo těmito letouny vybaveno 363. taktické průzkumné křídlo na letecké základně Shaw v Jižní Karolíně. Letoun byl také nasazen u letek USAF v Západním Německu, Francii a Japonsku. Nicméně operační způsobilost nového letounu byla špatná a dodávky letounu měly velké zpoždění kvůli potížím s motory. Společnost Wright totiž pověřila výrobou motorů společnost Buick (její motory nesly označení J65-BW-5), což mělo za následek zpožďování dodávek a motory trpěly vadou, při které byl olej nasáván do vzduchového systému, díky čemuž se kokpit plnil kouřem. Problém byl vyřešen, když společnost Wright převzala zpět výrobou motorů v roce 1954 (motory nesly označení J65-W-5). Velkou nehodovost letounů RB-57A také částečně způsobovala špatná ovladatelnost při letu na jeden motor. To vedlo k tomu, že flotila letounů strávila na zemi většinu roku 1955. Do roku 1958 byly letouny RB-57A v činné službě nahrazeny letouny typu Douglas RB-66B a McDonnell RF-101A. Letouny začaly být od letectva vyřazovány od jara 1957 a do podzimu 1958 byly všechny převedeny k letecké národní gardě USA. Letecká národní garda Spojených států intenzivně používala letouny RB-57A při fotografickém snímkování Spojených států až do roku 1971. Krátce poté byly vyřazeny ze služby.
V roce 1955 bylo 10 letounů RB-57A upraveno pro průzkum ve velkých výškách za denního světla. Tyto letouny, označované RB-57A-1 byly jednomístné, zbavené veškeré přebytečné zátěže a vybavené motory J65-W-7. Tyto letouny byly používány v rámci 7499. podpůrné skupiny ve Wiesbadenu při provádění přísně tajných průzkumných misí „Heart Throb“ nad východní Evropou v 50. letech 20. století.
Dva letouny RB-57A-1 byly používány letectvem Čínské republiky (Tchaj-wan) pro průzkumné mise nad územím Čínské lidové republiky. Jeden z nich byl 18. února 1958 sestřelen čínským letounem MiG-17, pilot zahynul. V roce 1959 byly na Tchaj-wan dodány dva letouny RB-57D jako náhrada za letouny verze A. Jeden z nich byl sestřelen nad Čínou řízenou protiletadlovou střelou SA-2, což bylo jedno z prvních úspěšných nasazení protiletadlových střel v historii. Dva další letouny RB-57A byly používány americkým úřadem Federal Aviation Administration k plánování leteckých koridorů ve velkých výškách pro přicházející generaci proudových osobních dopravních letadel.
Od roku 1959 společnost Martin zahájila úpravy letounů RB-57A vybavením pro elektronický boj (ECM). Elektronické rušičky byly umístěny v pumovnici. Tyto letouny byly označeny EB-57A a sloužily v roli agresorů při výcviku jednotek vlastní protiletecké obrany a při tréninku elektronického boje. Následné bombardovací varianty byly pro tuto úlohu rovněž upravovány. Tyto letouny sloužily hlavně v rámci Velitelství protivzdušné obrany v roli „přátelských nepřátel“ pro výcvik letek přepadových stíhačů, protivzdušné obrany a radarů včasného varování ve vlastních Spojených státech, ale i na Aljašce, Havaji a Portoriku. Ačkoliv se původně uvažovalo, že letouny EB-57 budou sloužit u aktivních záloh USAF, letouny sloužily u vybraných jednotek Letecké národní gardy Spojených států amerických.
Americké letectvo rovněž projevilo zájem o verzi letounu pro průzkum z velkých výšek. Tak byla v roce 1953 objednána verze původně značená B-57D, ale do služby vstoupila jako RB-57D. Charakteristickým znakem těchto letounů bylo podstatné zvětšení rozpětí křídel na 32,31 m a motory Pratt & Whitney J57-P-27 (46,7 kN). Palivové nádrže byly umístěny jen v křídlech, změny byly i ovládání letounu kvůli jeho dlouhým křídlům. První let se uskutečnil 3. listopadu 1955 a bylo vyrobeno 20 strojů. Byl to poslední nově vyrobené letouny B-57. Strategické vzdušné velitelství je používalo od roku 1956 do roku 1964 kdy byly letouny odstaveny z provozu kvůli problémům s pevností křídel. Letouny nebyly totožné, lišily se instalovaným vybavením a přístroji. O jejich službě se ví jen málo. Opotřebené letouny byly vyřazeny s příchodem letounů U-2 a SR-71. V roce 1966 bylo 9 letounů RB-57D vráceno ke společnosti Martin k přestavbě. Letouny byly vybaveny elektronickými rušičkami a dostaly označení EB-57D, přičemž sloužily až do roku 1970.
Letectvo se však nevzdalo myšlenky na letoun B-57 provádějící průzkum ve velké výšce. Proto v roce 1962 uzavřelo se společností General Dynamics kontrakt na úpravu letounů B-57 pro tyto účely. Výsledkem byl letoun RB-57F, který dostal křídla o rozpětí 37,31 m, což bylo téměř dvakrát více než u původního stroje. Letoun dostal i nové dvouproudové motory Pratt & Whitney TF33-P-11A (73,4 kN). Letouny mohly nést i přídavné motory Pratt & Whitney J60-P-9 (12,9 kN) pro dosažení větší výšky. Letoun mohl dosáhnout výšky 19 800 m (65 000 stop). Některé z těchto letounů byly používány na výzkum počasí, přičemž obdržely nové označení WB-57F. Letouny RB-57F prováděly tajné mise nad východní Evropou. Jeden z nich byl 14. prosince 1965 ztracen nad Černým mořem za nevyjasněných okolností. Nejpravděpodobněji došlo k selhání kyslíkového systému, protože letoun pomalu klesal k zemi, jako by jej nikdo neovládal. Dva letouny byly umístěny v roce 1965 v Pákistánu, aby sledovaly čínské jaderné zkoušky.

### Válka ve Vietnamu

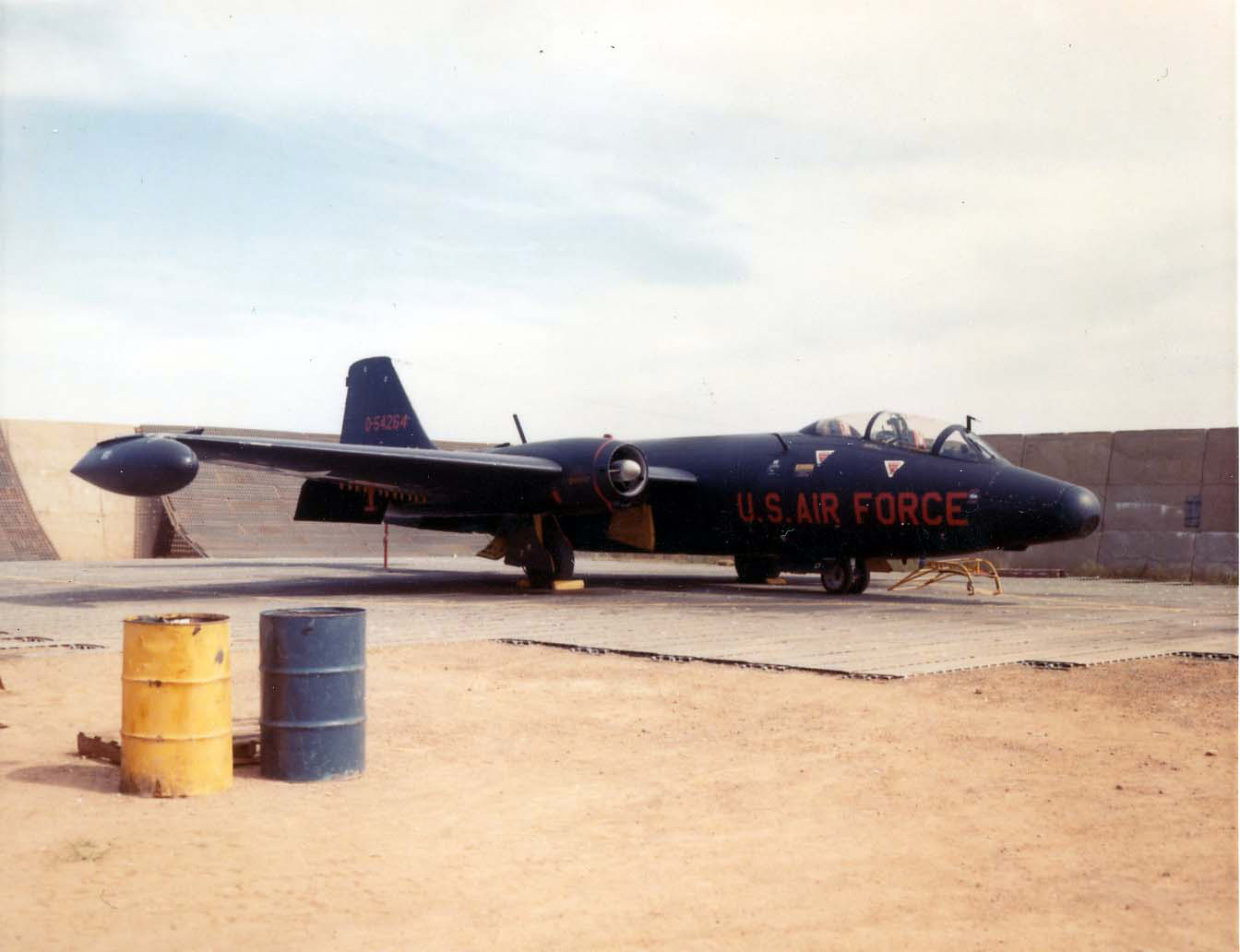
Patricia Lynn RB-57E na základně Da Nang, Jižní Vietnam, leden 1964

Přestože byl letoun plánován jako bombardér a ještě nikdy nebyl americkým letectvem nasazen v bojové zóně, první B-57 umístěné v Jižním Vietnamu nepůsobily v ofenzivní úloze. Potřeba dalších průzkumných prostředků, obzvláště s možností působit v noci, vedla k umístění dvou letounů RB-57E do oblasti 15. dubna 1963. V rámci operace „Particia Lynn“ prováděly tyto letouny infračervené snímkování s použitím kamer Reconofax VI. Později v srpnu 1965 byl jeden letoun RB-57F umístěn na thajskou leteckou základnu Udon, aby se pokusil zjišťovat informace o severovietnamských stanovištích protiletadlových střel SAM, a to nejprve v rámci operace „Greek God“ a následně v rámci operace „Mad King“. V prosinci byl do oblasti se stejným posláním umístěn další letoun RB-57F v rámci operace „Sky Wave“. Ani jedna z těchto operací nepřinesla užitečné výsledky, a proto byly odvolány v říjnu 1965 a únoru 1966.
Nasazení prvních bojeschopných letounů B-57B od 8. a 13. bombardovací letky v Bien Hoa v srpnu 1964 doprovázela ztráta třech letounů při kolizi při jejich příletu. Nejprve dva z nich se srazily při přistání (jeden z nich musel být odepsán), a tak zablokovaly přistávací dráhu a další byl ztracen při přiblížení k základně, přičemž posádka zahynula. Zajištění bezpečnosti na základně bylo slabé, a proto dalších 5 letounů bylo zničeno a dalších 15 bylo poškozeno při minometném útoku Vietkongu 1. listopadu téhož roku. Při tomto útoku byly zničeny i 4 letouny A-1 Skyraider jihovietnamského letectva, byli zabiti 4 Američané a 72 bylo zraněno. Letouny podnikaly lety v nízkých výškách – oficiálně se jednalo o cvičné lety – s marnou nadějí, že budou mít psychologický efekt na nepřítele. Výsledkem bylo, že první bojovou misi letouny vykonaly až 19. února 1965, kdy bombardovaly pozice Vietkongu u Saigonu. První let do Severního Vietnamu letouny vykonaly 2. března 1965 v rámci operace Rolling Thunder. Letouny typicky nesly 9 bomb o hmotnosti 500 liber (227 kg) v pumovnici a 4 bomby o hmotnosti 750 liber (340 kg) pod křídly na závěsech. Často ale nesly i výzbroj v podobě neřízených raket, napalmu a kazetových bomb. V dubnu začaly letouny podnikat noční útočné mise na Ho Či Minovu stezku s podporou letounů Fairchild C-123 Provider nebo Lockheed C-130 Hercules (světlice) a EF-10B Skyknight (elektronický boj). Letouny zpočátku působily v barvě kovu, ale brzy byly opatřeny kamufláží – horní plochy v barvě džungle a spodní černé.
16. května 1965 explodoval plně vyzbrojený B-57B na ranveji v Bien Hoa. Následnou řetězovou reakcí bylo zničeno 10 dalších letounů Camberra, 11 letounů Douglas A-1 Skyraider a jeden letoun Vought F-8 Crusader. Zemřelo 28 Vietnamců a Američanů a 105 dalších bylo zraněno. Kvůli ztrátám byly letouny B-57 v říjnu 1966 přemístěny do Phan Rang, kde podporovaly akce v tzv. „Železném trojúhelníku“ společně s australskými letouny Canberra B.20, přestaly tudíž létat nad Severní Vietnam. Ztráty byly rovněž doplňovány letouny B-57E, které byly upraveny do konfigurace B-57B. Letouny také pokračovaly v nočních útocích proti Ho Či Minově stezce. Letouny B-57B sloužily v tvrdé bojové službě celých 5 let, než byly v roce 1969 velmi opotřebené vyřazeny. Celkem 94 letounů B-57B bylo umístěno v Jihovýchodní Asii, z nich bylo 51 ztraceno v boji (15 na zemi) a 7 dalších bylo ztraceno z jiných důvodů. Z původních letounů, které do Vietnamu přiletěly v roce 1964, sloužil v roce 1969 již jen jediný.

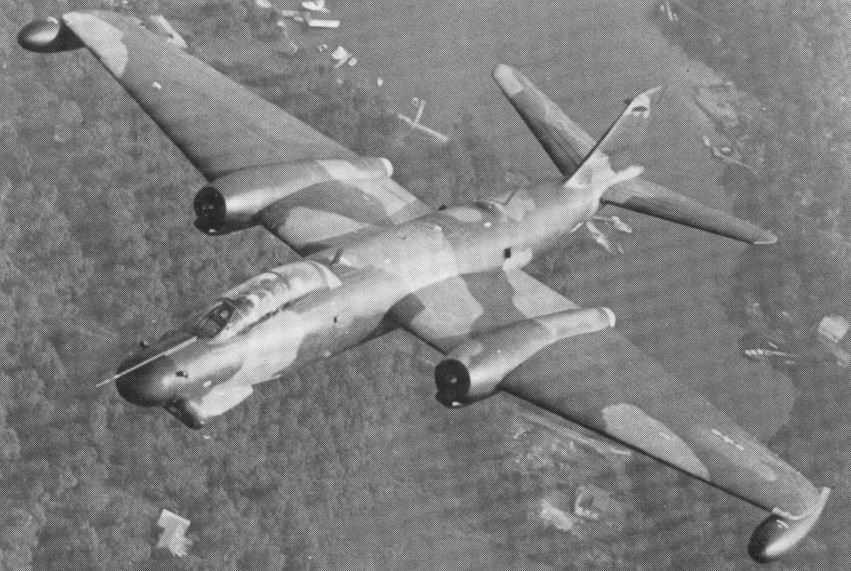
B-57G Tropic Moon III s infračervenými čidly/LLTV na levé straně nosu letounu

Nebyl to však konec letounů B-57 ve Vietnamu. V oblasti nadále sloužily letouny RB-57E v rámci průzkumného programu „Patricia Lynn“. Tyto letouny byly průběžně modernizovány a sloužily až do roku 1971. Další letouny B-57 se vrátily do Jihovýchodní Asie ve verzi B-57G, což byly letouny B-57B přestavěné v rámci programu Tropic Moon III, když byly na podzim roku 1970 umístěny v Thajsku. Tato letadla (celkem 11, další 4 byly používána pro výcvik a jedno bylo ztraceno v průběhu zkoušek) byla určena pro noční údery podél Ho Či Minovy stezky, a proto byla vybavena celou řadou senzorů a dalším vybavením. Letouny byly schopny shazovat i laserem naváděnou munici. Relativně menší počet zásahů během jednoho letu v rámci operace Commando Hunt V v porovnání s letouny Lockheed AC-130A/E ukázal, že letoun není příliš vhodný pro ničení nákladních vozidel. Proto byl učiněn pokus na zkombinování obou letounů. Jeden letoun B-57G byl upraven tak, že byla do pumovnice instalována věžička Emerson TAT-161 v jedním 20mm kanónem M61 Vulcan v rámci projektu Pave Gat. Po testování na letecké základně Eglin na Floridě, které nabralo jisté zpoždění, bylo konstatováno, „že B-57G může zasáhnout pevné i pohyblivé cíle 20mm kanónem, ve dne i v noci. Vybavený 4 000 dávkami munice může letoun Pave Gat B-57G zasáhnout až 20 cílů, což je třikrát víc než bombami naložený B-57G. Letoun Pave Gat by se mohl vyhnout protiletadlové palbě střelbou z boční pozice, zatímco letoun nesoucí bomby musí přeletět přímo nad cílem.“ I když bylo možné nasazení v Jihovýchodní Asii, v srpnu 1971 bylo rozhodnuto o stažení letounů B-57G zpět do Spojených států na začátku roku 1972. Projekt Pave Gat byl zrušen 21. prosince 1971. Letouny B-57G byly staženy z Thajska v květnu 1972. Existovaly plány na pokračování projektu B-57G, ale škrty ve výdajích po skončení konfliktu donutily letectvo tyto plány opustit.
Na krátkou dobu sloužily 4 letouny B-57B s jihovietnamskými posádkami. Jihovietnamské letectvo tyto letouny nikdy oficiálně nepřevzalo, protože s letouny mělo několik nehod a dalších problémů. Pilotování těchto letounů bylo zřejmě nad fyzické schopnosti jihovietnamských pilotů, a proto byl program v dubnu 1966 zrušen. Letouny se poté vrátily ke svým původním jednotkám.

### Služba po válce ve Vietnamu
Se skončením války ve Vietnamu byly zbývající stroje B-57G předány letecké národní gardě USA státu Kansas. Vyřazeny byly v roce 1974, a tak skončila jejich bojová role v rámci letectva Spojených států. Stroje EB-57E sloužily až do roku 1982. Letouny WB-57F pro meteorologickou službu USAF sloužily až do roku 1974. Avšak NASA, která měla již dříve zapůjčeny letouny RB-57F pro různé testy, pokračovala i nadále v používání typu WB-57F. První letoun získala NASA v roce 1972 a druhý v roce 1974. První byl vyřazen v roce 1982, ale druhý zůstal v provozu a navíc byl v roce 1998 získán třetí. Ten původně létal pro americký úřad National Center for Atmospheric Research.

### Pákistán

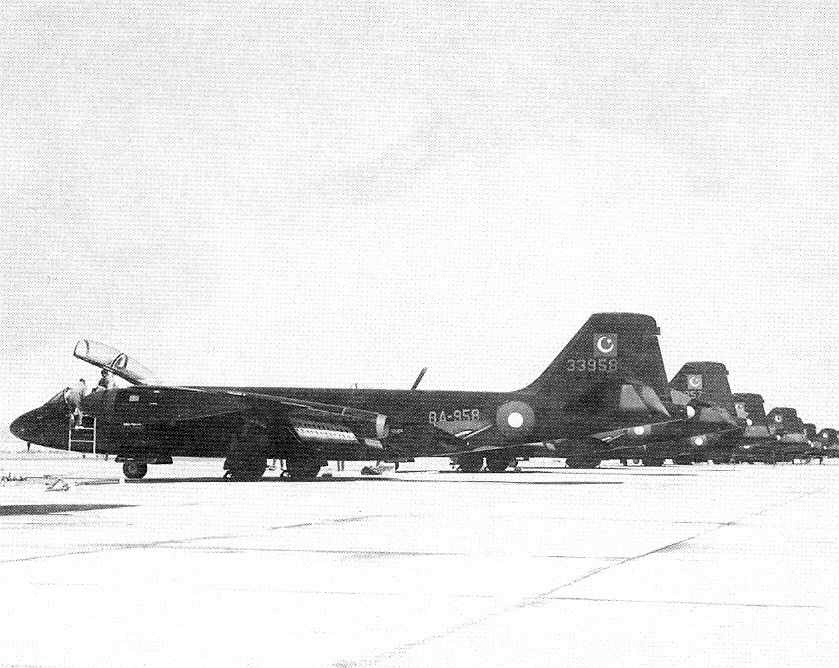
Letouny B-57 pákistánského letectva

Pákistánské letectvo byl jediným opravdovým zahraničním uživatelem letounů B-57 (24 letounů B-57B a 2 letouny B-57C) a tyto letouny použilo ve dvou válkách s Indií. Tyto letouny se dostaly do Pákistánu v roce 1959. Od roku 1963 byly pákistánské letouny vybavovány bombardovacím systémem do každého počasí RB-1A „Georgia Peach“,což vedlo k prodloužení nosu letounu, a některé letouny mohly nést až 4 přídavné nádrže k pronikání ke vzdáleným cílům v indickém vnitrozemí.
Ve druhé válce v Kašmíru v roce 1965 provedly letouny B-57 167 bojových letů, při kterých svrhly více než 600 tun bomb. Tři letouny B-57 byly ztraceny v akci spolu s jedním letounem RB-57F pro elektronické zpravodajství. Avšak pouze jeden z těch třech letounů byl ztracen díky nepřátelským akcím. Během války napadaly bombardéry pákistánského letectva letiště v severní Indii. Bombardéry B-57 útočily na cíle v 15minutových intervalech, což způsobilo, jak Pákistánci věřili, zásadní narušení aktivit indického letectva.
Během indicko-pákistánské války v roce 1971 Pákistán opět použil letouny B-57. První noc války bylo napadeno 12 letišť indického letectva, na které bylo svrženo 183 bomb. V dalším průběhu války pákistánské stroje B-57 vykonaly mnoho nočních misí. Ztráty však byly větší než v roce 1965. Do konce války jich bylo vyřazeno nejméně 5. Zbývající pákistánské letouny byly vyřazeny z provozu v roce 1985.

## Vystavené letouny
Více než 20 letounů bylo zachováno jako vystavené exponáty po celém území Spojených států amerických. Jejich seznam je uveden na stránce tohoto letounu na anglické Wikipedii.

## Varianty

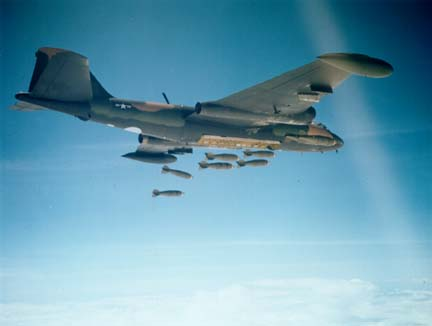
B-57 (USAF) shazuje 700 lb (340 kg) bomby

Letoun WB-57F (NASA) letí nad Mexickým zálivem poblíž své základny.

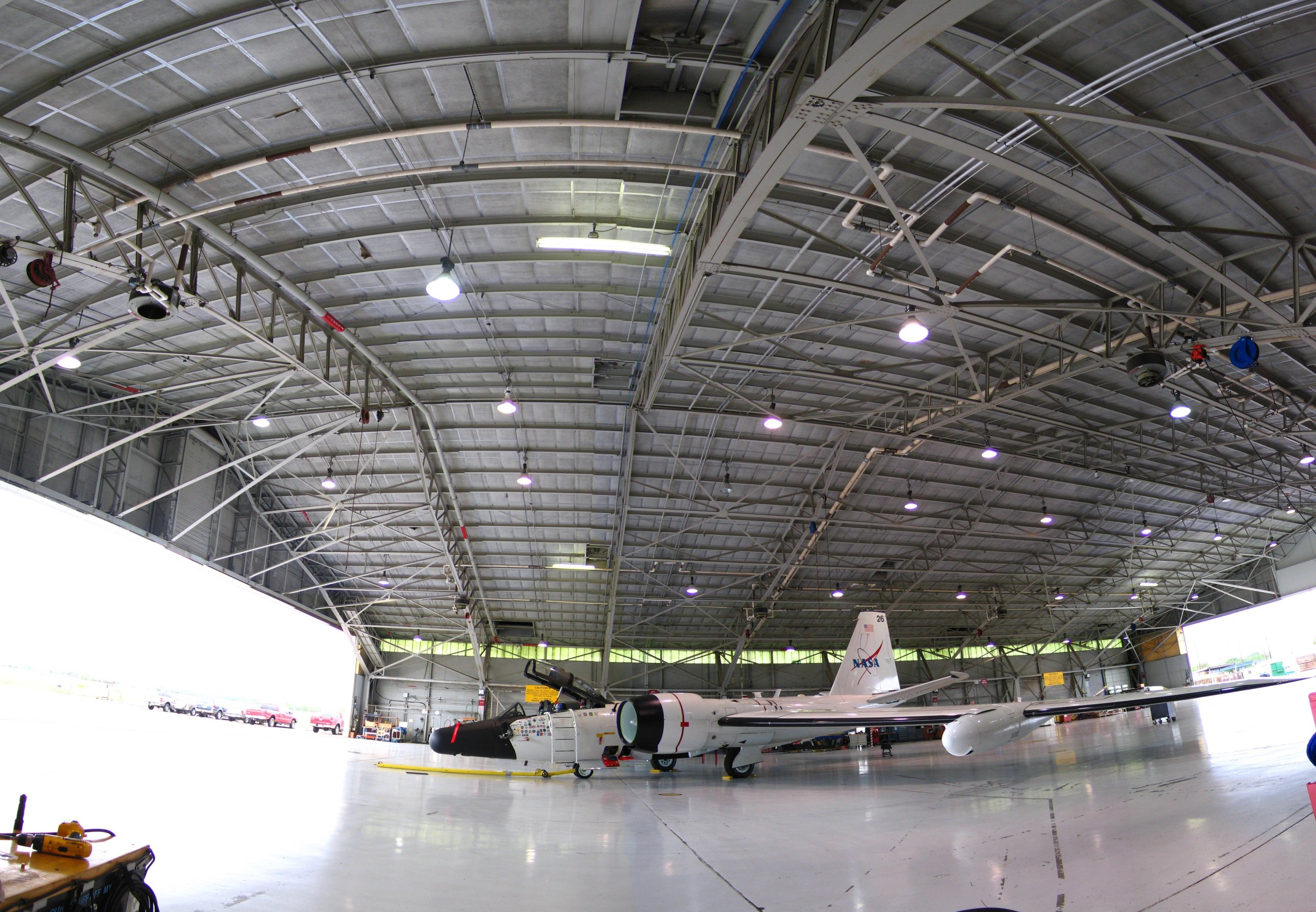
Pohled do hangáru na jeden ze dvou letounů WB-57F uvnitř.

B-57A
První výrobní verze. Postaveno 8 strojů.
RB-57A
Verze pro fotografický průzkum s kamerami instalovanými v pumovnici. Postaveno 67 letounů.
- EB-57A

Letouny působící v rolích elektronických agresorů. Upraveno 24 letounů z RB-57A.
B-57B
Konečná výrobní verze s tandemovým kokpitem, 8× 12,7mm kulomety nebo 4× 20mm kanóny a 4 vnějšími závěsy pod křídly. Postaveno 202 strojů. Dalších 12 strojů bylo do této verze upraveno.
B-57C
Cvičná verze se zdvojeným řízením. První vzlet 30. prosince 1954. Postaveno 38 letounů.
RB-57D
Verze pro průzkum ve velkých výškách. Letouny používaly motory J57-P-9 a rozpětí křídel bylo zvětšeno na 32 m. První let: 2. listopadu 1955. Postaveno 20 letounů.
- WB-57D

Verze RB-57D pro meteorologický průzkum používaná při zkouškách jaderných zbraní v atmosféře. Upraveny 3 letouny.
- EB-57D

Letouny pro elektronický boj (ECM). Upraveno 9 letounů z RB-57D.
B-57E
Letouny pro vlečení cvičných cílů. První vzlet 16. května 1956. Postaveno 68 strojů.
- EB-57E

Letouny působící v rolích elektronických agresorů. Upraveno 26 letounů z RB-57E.
- RB-57E

Verze B-57E modifikovaná pro průzkum za každého počasí. Letouny byly používány v rámci misí „Partricia Lynn“ během války ve Vietnamu. Upraveno 6 letounů.
RB-57F
Verze pro průzkum ve velkých výškách vyvinutá společností General Dynamics. Letouny byly osazeny dvouproudovými motory Pratt & Whitney TF33, rozpětí křídel bylo zvětšeno na 37,5 m. První vlet: 23. června 1963. Upraveno 21 strojů (3× RB-57A, 4× RB-57D a zbytek B-57B).
WB-57F
Verze RB-57F pro průzkum počasí.
Dva letouny WB-57F byly předány NASA a jsou posledními letouny tohoto typu v činné službě na světě. Letouny jsou používány pro meteorologický průzkum a pro monitorování startu a přistání raketoplánů.
B-57G
Letouny B-57B upravené pro noční údery. Letouny nesly infračervenou věžičku (FLIR), LLTV (Low Light TV) a laserový značkovač v nose letounu. Letouny mohly nést laserem naváděné bomby. Upraveno 16 letounů.

## Uživatelé
Pákistán
- Pákistánské letectvo[24]

 Čínská republika
- Letectvo Čínské republiky

 USA
- United States Air Force
- NASA

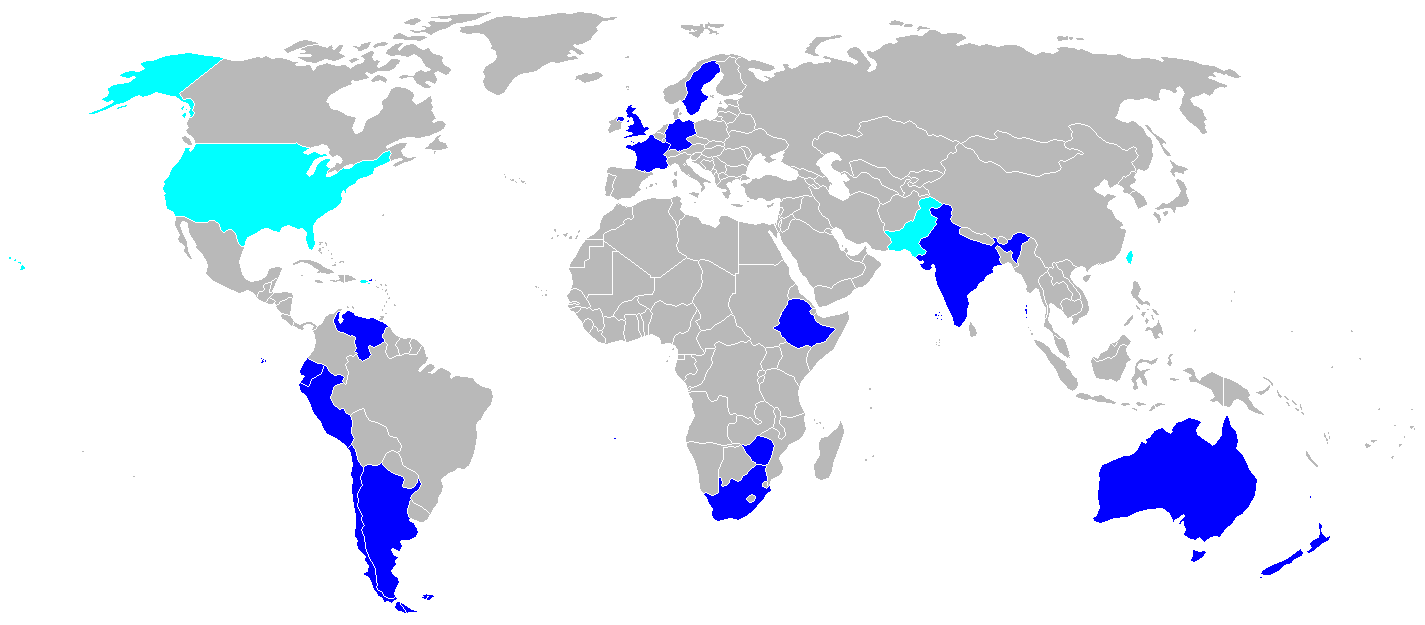
Provozovatelé letounů English Electric Canberra (tmavě modrá) a B-57 (světle modrá)

- National Center for Atmospheric Research[25]
- Národní úřad pro oceán a atmosféru[26]

## Specifikace (B-57B)
Technické údaje pocházejí z „Quest for Performance“.

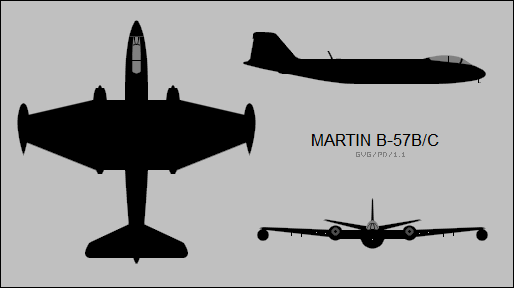
Martin B-57B Canberra

### Technické údaje
- Posádka: 2
- Rozpětí: 19,5 m
- Délka: 19,96 m
- Výška: 4,52 m
- Nosná plocha: 89,23 m²
- Plošné zatížení: 205 kg/m²
- Prázdná hmotnost: 12 285 kg
- Max. vzletová hmotnost : 24 365 kg
- Pohonná jednotka: 2× proudový motor Wright J65-W-5
- Tah pohonné jednotky: 32,1 kN

### Výkony
- Cestovní rychlost: 765 km/h (476 mph, 414 uzlů) ve výšce ? m
- Maximální rychlost: 960 km/h (Mach 0,79, 598 mph) ve výšce 760 m
- Dolet: 1 530 km (825 námořních mil) s 2 380 kg bomb
- Maximální přeletová vzdálenost: 4 380 km (2 360 námořních mil)
- Dostup: 13 745 m (45 100 stop)
- Stoupavost: 31,4 m/s (1 884 m/min)

### Výzbroj
- 4× letecký kanón M39 ráže 20 mm, 290 nábojů na zbraň
- 2 000 kg bomb v pumovnici, včetně jaderné výzbroje
- 1 300 kg výzbroje na 4 externích závěsech, včetně neřízených raket